# Kõbajad
Die Kõbajad sind eine Gruppe kleiner Inseln vor der Westküste der Republik Estland. Sie gehören verwaltungsmäßig zur Landgemeinde Lääneranna im Kreis Pärnu.

## Beschreibung
Der historische deutsche Name der Inselgruppe lautet Haardeyer, der schwedische Hårdöarna.
Die Ostsee-Inseln sind unbewohnt. Sie liegen in der Meerenge Suur väin („Großer Sund“), nördlich des Hafens Virtsu (Werder) vor der Einfahrt in die Bucht von Mõniste (Mõniste laht).
Die Oberfläche der Inseln ist steinig; sie sind teilweise mit Büschen überwachsen.
Die Inseln und das angrenzende Seegebiet stehen auf einem Gebiet von 380 Hektar unter Naturschutz. Sie sind Teil des Naturschutzgebiets von Puhtu-Laelatu (Puhtu-Laelatu looduskaitseala).

## Inseln
Die größte Insel der Gruppe ist mit 7,8 Hektar Kõbajalaid (auch Suurlaid bzw. Kõbaja suurlaid). Östlich davon liegt die Insel Maielaid (2,1 Hektar), die fast mit Kõbajalaid verbunden ist.
Die weiteren Inseln heißen Paljaslaid (1,34 Hektar), Plokilaid (0,38 Hektar), Lammaslaid, Pihlalaid und Kingissepalaid. Daneben gehören zur Gruppe kleinere Holme.